# Món nợ của quỷ (phim)
Món nợ của quỷ (tựa gốc: Devil's Due) là một phim kinh dị tâm lý của Mỹ năm 2014 do Matt Bettinelli-Olpin-Tyler Gillett đạo diễn và Lindsay Devlin viết kịch bản. Phim có sự tham gia của Allison Miller, Zach Gilford và Sam Anderson.